# Porto de Iquique
O Porto de Iquique é um importante terminal portuário localizado no norte do Chile. Esse porto se especializou no transporte de produtos da indústria pesqueira do Chile e também atende à Zona Franca de Iquique e parte do comércio exterior da Bolívia.

## Conectividade
O Porto de Iquique está localizado na região de Tarapacá, no litoral norte do Chile e de frente para o Oceano Pacífico. Esta localização privilegiada faz com que seja a entrada e saída natural do cone central da América do Sul, de e para os mercados internacionais, gerando uma elevada frequência de embarques, de 1,5 navios por dia, principalmente para os mercados da Ásia-Pacífico.

## Segurança
O Porto de Iquique possui um sistema de proteção misto, composto por seguranças privados e seguranças marítimas, que funcionam 24 horas por dia. os 365 dias do ano. Além disso, mantém um Circuito Fechado de Televisão Digital (CCTvD), que permite monitorar a atracação e saída dos navios, bem como as operações e movimentações realizadas tanto no interior do terminal quanto na comuna do Alto Hospicio. Por sua vez, em 2015 foi concluído o novo portal de acesso ao porto, que contempla obras civis de estandes, equipamentos de controle, barreiras, linhas de comunicação, entre outras facilidades que juntas buscam melhorar a eficiência e a segurança na área portuária. Soma-se a isso o projeto de melhoria da segurança que incorporou tecnologia de ponta e ampliou a cobertura do sistema de CFTV tanto na área portuária quanto no terreno do Alto Hospicio.

## Crescimento das operações

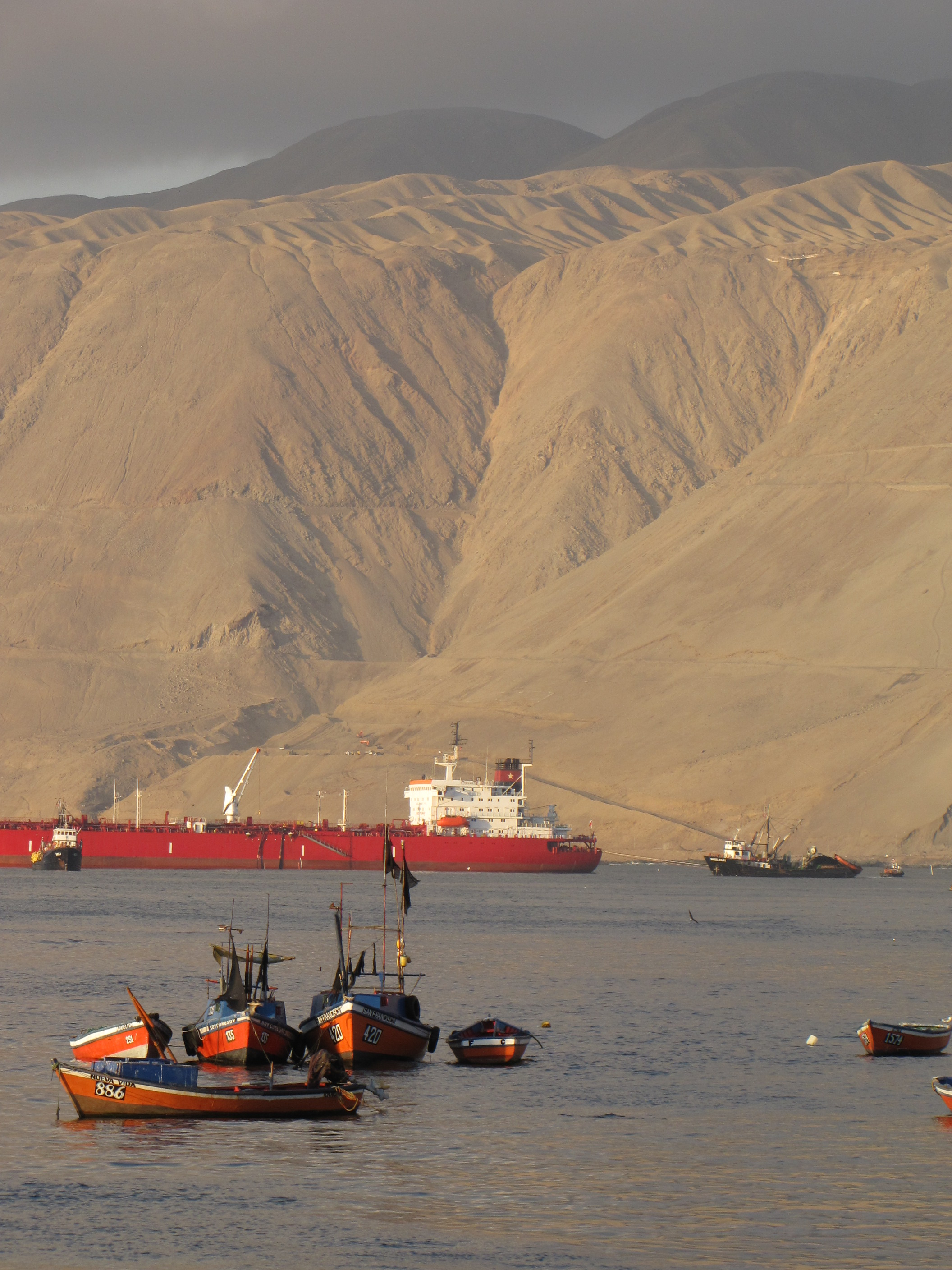
Navio no Porto de Iquique

O Porto de Iquique conseguiu transferir 251.231 toneladas de carga no mês de setembro de 2023, o que foi conseguido atendendo um total de 30 navios no mesmo intervalo de tempo, segundo dados analisados pelo PortalPortuario correspondentes à base de dados da Empresa Portuária de Iquique. Na sua discriminação, no nono mês de 2023, foram tratadas 50.101 toneladas de carga ligada à atividade exportadora. Por sua vez, 91.673 toneladas foram relativas a importações. Em termos de cabotagem, no mês analisado foi registrada a movimentação de 42 toneladas de carga. Em comparação, em apenas 6 meses de 2022 houve operações relacionadas com este tipo de transporte e, em 2023, só se repetiu em maio. Olhando novamente para as toneladas tratadas no nono mês do ano, 193.539 toneladas correspondem a contentores, um total de 45.955 toneladas de carga fraccionada e a soma de 11.736 toneladas estão ligadas à descarga de veículos. Da mesma forma, no período analisado não foram realizadas operações com granéis líquidos ou vinculadas a granéis sólidos. Ao considerar mais detalhadamente o que se refere aos contêineres, um total de 13.341 TEU's entraram no Porto de Iquique e outros 13.099 TEU saíram, o que dá a soma de 26.440 TEU movimentados no mês de análise.

### Carga boliviana
Em setembro de 2023, o Porto de Iquique movimentou um total de 75.503 toneladas vinculadas à Bolívia, o que foi alcançado através do seu papel de facilitador logístico, que permite manter conectada a Macrorregião Andina. Desta forma, foram embarcadas 23.769 toneladas de carga boliviana no porto da Região de Tarapacá. Por sua vez, 51.734 toneladas de mercadorias foram desembarcadas na zona portuária de Iquique e tiveram como destino final a Bolívia.
O Chile fez um gesto de aproximação da Bolívia ao autorizar, o livre trânsito de mercadorias do vizinho pelo porto de Iquique. Este é o primeiro porto chileno habilitado para o livre trânsito para Bolívia depois de 1904, quando a Bolívia aceitou formalmente a perda de sua saída ao mar, ocorrida um quarto de século antes na chamada Guerra do Pacífico, que deixou nas mãos do Chile territórios que eram bolivianos e peruanos, incluindo o porto de Iquique, transformado nas últimas duas décadas em um dos principais acessos da Bolívia ao Pacífico.

## Antigo terminal de passageiros

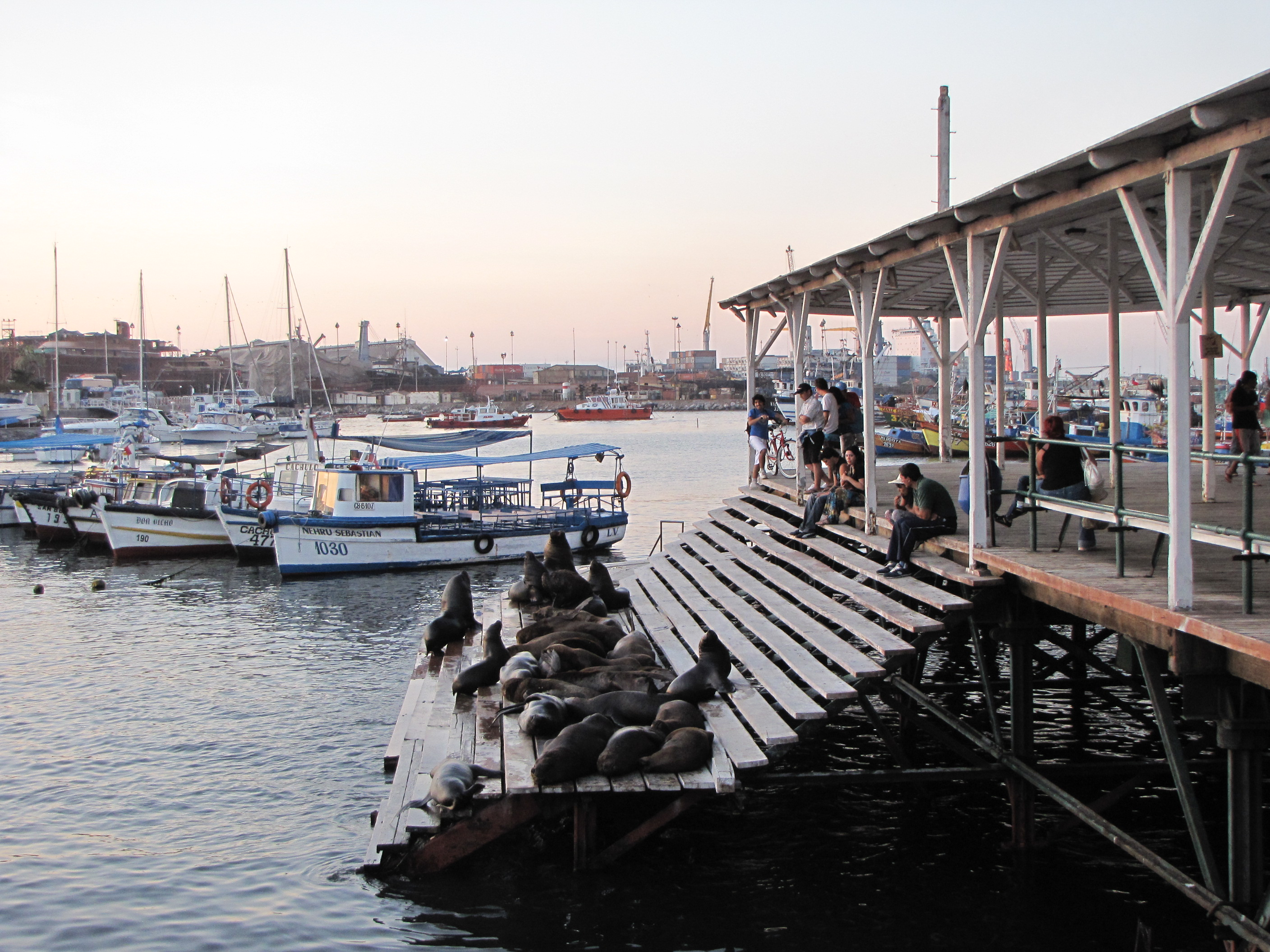
Antigo Terminal de Passageiros

Desde a década de 1830, a cidade de Iquique é um importante centro de comercialização do salitre produzido na região. A cidade, originalmente peruana, foi incorporada à soberania chilena em 1880 durante a Guerra do Pacífico. Desde então até o início do século XX, Iquique viveu um período de expansão, derivado tanto do crescimento da indústria de nitratos quanto da chegada de imigrantes nacionais e estrangeiros que dinamizaram a vida econômica e cultural da cidade. O antigo cais de passageiros de Iquique, também conhecido como cais do Pratt, é um vestígio da época de ouro da cidade de Iquique. Foi inaugurado em 1901 para atender à grande demanda de tráfego de passageiros do litoral para as embarcações que chegavam à cidade. Embora o responsável pela obra seja desconhecido, estima-se que provavelmente tenha sido construída por Pascal Lefrenz ou Federico Sparenberger.
O recinto é constituído por uma estrutura em pinho Oregon sustentada por estacas metálicas. O cais distingue-se por ser coberto e rodeado por um stand que desce do cais até à água para facilitar a circulação dos passageiros. Desde a sua inauguração até 1999, o cais permaneceu em uso, até que as autoridades locais decidiram fechá-lo devido à sua grave deterioração. Em 2013, o cais foi reaberto após uma restauração completa de sua estrutura, porém no ano seguinte foi danificado por um tsunami que atingiu o litoral norte do país, e teve que ser novamente reformado. Em 1987, o antigo cais de passageiros de Iquique foi declarado Monumento Histórico pela sua qualidade arquitetônica, reflexo do maior esplendor da cidade.

## Destaque na América do Sul

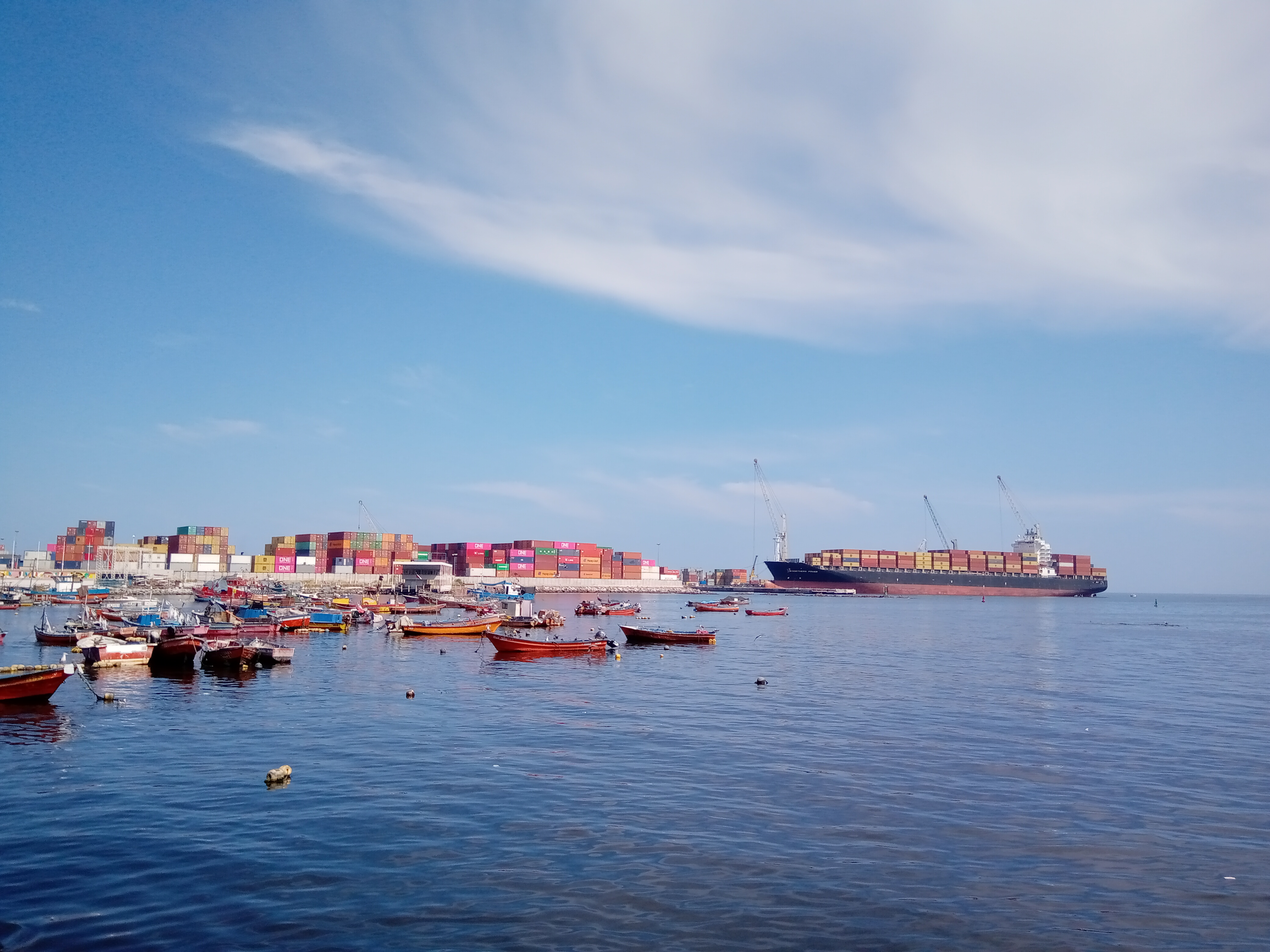
Puerto de Iquique

Como o porto com maior profundidade da América do Sul, com berços de até 22 metros de calado, o complexo de Iquique, no Chile, quer se consolidar como uma das opções logísticas mais viáveis para as cargas da América Latina destinadas à costa Leste dos Estados Unidos e a Ásia. O Porto fica a 1.490 quilômetros de São Paulo e liga-se a diversos países vizinhos, através de estradas, linhas ferroviárias e hidrovias. Iquique está a 200 quilômetros do Peru, 180 quilômetros da Bolívia e 550 quilômetros da Argentina. E também tem vôos regulares às principais capitais latinas.
O principal atrativo é um novo cais recém-construído, com 17 metros de profundidade, que permite a recepção dos navios denominados pós-Panamax, aqueles com capacidade para carregar até 9 mil TEUs (unidade de contêiner de 20 pés). Para termos de comparação, o maior navio de contêineres com rota regular no Porto de Santos é o Monte Rosa, com capacidade de carregar 5.552 TEUs e que fez sua viagem inaugural no porto em março deste ano. No complexo, está o porto de Iquique, com calado de até 17 metros e especializado na movimentação de contêineres. Há outros dois, denominados Patillos y Patache, com 20 metros e 22 metros de profundidade, respectivamente. Esses últimos são especializados no embarque e desembarque de grãos.

## Campo Grande (MT) e Iquique
As relações comerciais entre Campo Grande e Iquique (Chile) vêm avançando desde abril de 2022 e alavancanado as negociações e trocas entre os dois países. Campo Grande – por sua localização privilegiada – é vista como um hub logístico para o Corredor Bioceânico e traçado certo para entrada no Brasil, chegando a outros estados, e até mesmo ao Atlântico, via as Rotas de Integração Latino-Americana que vêm sendo desenvolvidas. Se por um lado pode-se chegar ao Pacifico através do Chile, passando por Porto Murtinho, Jujuy (AR), Iquique e Antofagasta, os chilenos podem fazer o caminho inverso e chegar a Campo Grande e a partir daqui ao Mato Grosso, Goiás, Distrito Federal, São Paulo e Paraná. Sendo que nesses últimos estados estão os portos de Paranaguá e Santos, utilizando o Atlântico para acessar os países africanos, por exemplo.
Campo Grande está ganhando cada vez mais protagonismo na integração do Brasil com os países da América do Sul e da Ásia. Essa nova rota de desenvolvimento e oportunidades vão revolucionar a logística de importação e exportação, facilitando o acesso e reduzindo em até 14 dias o transporte de cargas até a China. Além disso, as ações desenvolvidas pela Sidagro, como a aprovação da nova lei de incentivos fiscais e extrafiscais prepara a cidade para criar um ambiente de negócios atraente para empresas de todos os portes. Campo Grande tem projetos estratégicos, como o Parque Tecnológico e o Terminal Intermodal de Cargas, que ligará por ferrovia, o Porto de Santos até a Bolívia, com a intenção de transformar o TIC em um porto seco para sermos um local de aduana para os produtos que vem da Ásia e vão passar pelo corredor.

Com a incumbência de viabilizar outros corredores e transformar Campo Grande em um hub de todos esses corredores nessa interação, nessa necessidade de se voltar para o Brasil, tanto que não se fala apenas em Corredor Bioceânico, mas em Rota de Integração Latino-Americana, onde se veem oportunidades em um mercado consumidor que está aqui ao lado, e que totaliza mais de 30 milhões de pessoas. Há possibilidades de novos comércios e investimentos, principalmente com o Terminal Intermodal, considerando o potencial de carga de Iquique. O Chile oferecendo seus serviços portuários possibilitando que Campo Grande também negocie direto com a China, isso é um ganho em termos logísticos e operacionais para os operadores de Mato Grosso do Sul.